# Эльпиника
Эльпиника — дочь Мильтиада Младшего и фракийской царевны Гегесипилы, родная сестра Кимона, одна из самых скандально известных личностей своей эпохи.
Эльпиника родилась на Херсонесе Фракийском. Дата её рождения неизвестна, но известно, что она была моложе Кимона. Отец Эльпиники и Кимона Мильтиад являлся тираном греческой колонии Херсонеса Фракийского. Во время Ионийского восстания он был обвинён в том, что помогал грекам, выступившим против власти персов. После подавления восстания Мильтиад, спасаясь от преследования, был вынужден бежать в Афины, вместе с отцом в Афины попали и его дети.
Через 3 года, в 490 году до н. э. Мильтиад победил персидское войско в Марафонской битве. Военная экспедиция персов под руководством Датиса и Артаферна была направлена Дарием I на покорение Афин. Отец Эльпиники на некоторое время стал национальным героем.
В следующем году Мильтиад во главе афинского войска предпринял поход на остров Парос. Военная экспедиция закончилась безрезультатно. По возвращении победитель битвы при Марафоне был обвинён в обмане афинян. В результате он был признан виновным, и на него был наложен штраф в 50 талантов — баснословная по тем временам сумма. Вскоре Мильтиад умер от гнойного воспаления бедра.
После смерти отца Кимон «унаследовал» невыплаченный штраф. Согласно афинскому законодательству, государственные должники подвергались частичной атимии. Им было запрещено участвовать в общественной жизни, занимать государственные посты, выступать в народном собрании и обращаться в суд. Ещё в те годы на Кимона пало обвинение в близких отношениях с сестрой. Она неоднократно подвергалась нападкам, её обвиняли в инцесте со своим братом, в близости с художником Полигнотом, в том, что и в целом она была непорядочной. Касательно отношений с Полигнотом Плутарх передаёт слух, что художник, изображая троянок на Расписной Стое, изобразил Эльпинику в образе Лаодики. В античности даже существовала традиция, делавшая Кимона и Эльпинику не родными, а лишь единокровными братом и сестрой, да при этом ещё и законными супругами. Однако это невозможно по нескольким причинам: во-первых, в Афинах не разрешались браки между сводными братом и сестрой, во-вторых, у Кимона была законная жена Исодика, и в-третьих, если она была его сводной сестрой, то была бы намного старше брата, а это не согласуется с источниками. Причиной неприязненного отношения к Эльпинике было её активное участие в политике, так как в те времена участие женщины в таких делах считалось предосудительным.
В 80-е годы V века до н. э. ситуация в Афинах характеризовалась напряжённой внутриполитической борьбой. Поддерживаемые простым народом реформы Фемистокла были крайне невыгодны аристократам (эвпатридам). Наиболее влиятельные семьи, а именно Филаиды, Алкмеониды и Керики, около 480 года до н. э. объединились между собой для противодействия Фемистоклу. Альянс был упрочен политическими браками. Филаид Кимон женился на представительнице Алкмеонидов Исодике. Эльпиника вышла замуж за богача Каллия из рода Кериков. Согласно Плутарху, «когда Каллий… прельстился Эльпиникой и познакомившись с ней, выразил готовность внести в казну наложенный на её отца штраф, она согласилась, и Кимон выдал её за Каллия». Именно Каллий помог выплатить долг в 50 талантов. После этого перед Кимоном открылась дорога в «большую политику».
В 463 году до н. э. Кимона обвинили в том, что он мог напасть на Македонию и завоевать большую её часть, но не сделал этого, так как получил взятку от македонского царя Александра I. Плутарх со ссылкой на Стесимброта сообщает, что Эльпиника пришла в дом Перикла, как самого влиятельного из обвинителей, чтобы ходатайствовать перед ним за брата. Перикл, улыбнувшись, ответил: «Стара ты стала, Эльпиника, чтобы браться за такого рода дела», однако в суде он выступил лишь один раз и по обязанности, в результате чего Кимон был оправдан. На остракофории в 461 году до н. э. Кимона изгнали из города.
Ряд военных неудач вынудил Перикла инициировать досрочное возвращение Кимона в Афины. Согласно Плутарху, между двумя политиками было достигнуто соглашение, согласно которому Кимон отвечал за внешнюю политику (в том числе военные действия), а Перикл за внутреннюю. Посредницей выступила Эльпиника.
Последнее упоминание Эльпиники относится к 439 году до н. э.:

«После покорения Самоса Перикл возвратился в Афины, устроил торжественные похороны воинов, павших на войне, и, согласно обычаю, произнес на их могилах речь, которая привела всех в восторг. Когда он сходил с кафедры, все женщины приветствовали его, надевали на него венки и ленты, как на победителя на всенародных играх; но Эльпиника подошла к нему и сказала: „Да, Перикл, твои подвиги достойны восторга и венков: ты погубил много добрых граждан наших не в войне с финикиянами и мидянами, как брат мой Кимон, а при завоевании союзного и родственного нам города“. На эти слова Эльпиники Перикл с легкой улыбкой, говорят, ответил стихом Архилоха. 
Не стала бы старуха мирром мазаться.»— 

## Комментарии
1. ↑  Перикл намекнул, что как старухе неприлично душиться, так и Эльпинике — вмешиваться в государственные дела.